# Linea 10 (metropolitana di Valencia)
La linea 10 della metropolitana di Valencia (inizialmente conosciuta come T2) ha una lunghezza totale di 5,32 chilometri. Il suo percorso va dalla stazione di Alacant a quella di Natzaret e comprende otto fermate. È stata inaugurata il 17 maggio 2022.

## Storia
Fino al 1957 esisteva una linea del vecchio trenet di Valencia che collegava la stazione Jesús con il quartiere di Natzaret, distrutta e fuori servizio a causa dell'alluvione del 1957. Il 17 maggio 2022, il quartiere di Natzaret ha recuperato il servizio ferroviario 65 anni dopo, con il lancio di questa linea.
La costruzione della nuova linea è iniziata nel gennaio 2007 e le prime sezioni della linea a nord del centro città sono state completate più tardi nello stesso anno e messe in uso come parte della linea 6 il 28 settembre 2007. Le restanti sezioni dovevano essere completate entro il 2010.  Tuttavia, i lavori furono infine interrotti quando i finanziamenti si esaurirono. In un'intervista del dicembre 2011, Isabel Bonig, ministro regionale responsabile, ha dichiarato che il completamento sarebbe impossibile senza l'aiuto esterno, ad esempio da parte del governo centrale. Il costo del completamento delle restanti sezioni è stato stimato in 160 milioni di euro.
A partire da maggio 2012, 5,2 chilometri del percorso meridionale erano stati completati tra Natzaret e Calle Alacant, vicino alla stazione ferroviaria principale. Ciò includeva una sezione sotterranea di 2,3 km. Tuttavia, mezzo chilometro di binari di superficie in questo tratto non era ancora stato completato, compresa la stazione Germans Maristes. Tra Calle Alacant e le Torres dels Serrans, solo la stazione Mercat era stata completata nel centro storico.
Nel maggio 2012, gli incidenti subiti dai pedoni sul ponte della metropolitana sulla linea ferroviaria vicino al quartiere di Natzaret e l'allagamento del tunnel già completato su Avenida Regne de València hanno costretto il Consiglio delle infrastrutture a chiedere gare d'appalto per la manutenzione, l'ispezione e la pulizia delle sezioni già completate. Il costo di questo per sei mesi è stimato in 264.359 euro più IVA. Nel novembre 2012, Bonig ammise che era dubbio che la Linea 2 sarebbe stata completata nel 2013 poiché i fondi richiesti non erano ancora disponibili.  Nel gennaio 2014, ha affermato che il completamento della linea era impossibile dal punto di vista finanziario prima delle elezioni regionali del 2015.
A luglio 2015 venne stato stimato che sarebbero stati necessari 190 milioni di euro per completare la linea. Il costo di manutenzione delle sezioni già costruite era di 400.000 euro all'anno.
A ottobre 2015 la spesa per la linea è pari a 195 milioni di euro. 51 milioni erano stati spesi per la stazione Mercat e il resto per la linea del tram tra la stazione di Natzaret e Calle Alacant. In quel mese, il governo regionale ha iniziato a rimuovere le rotaie che erano state installate in superficie per evitare incidenti stradali.  Per completare la tratta da Natzaret a Calle Alacant, ad agosto 100 erano necessari 2015 milioni di euro.
L'11 giugno 2017, il presidente della Generalitat Valenciana Ximo Puig ha annunciato che i lavori sulla metà meridionale della linea tra Natzaret e Xàtiva sarebbero ripresi. Il governo regionale fornirà 30 milioni di euro di finanziamenti, con altri 20 milioni di euro di fondi provenienti dall'Unione europea. Solo una stazione sulla metà settentrionale della linea, Mercat Central, è stata completata con un costo di 27 milioni di euro, ma rimane una stazione fantasma. Nel marzo 2021, il direttore delle ferrovie valenciane ha dichiarato che le sezioni a nord della stazione di Alacant erano state abbandonate e che sarebbe stata presa una decisione su come utilizzare la stazione centrale di Mercat. Ciò ha lasciato la linea 10 non connessa con il resto della rete. Per migliorare l'accessibilità, il governo regionale ha annunciato che sarà costruito un tunnel pedonale tra le stazioni di Xàtiva e Alacant, la cui apertura è prevista per l'inizio del 2024. La stazione di Alacant è inoltre collegata alla stazione di Bailén per mezzo di un tunnel pedonale.
Successivamente, è stato pianificato l'estensione della linea fino a via Xàtiva e, successivamente, alla stazione di Mercat. È stato anche studiato per continuare la linea fino alla stazione di Pont de Fusta. Tuttavia, nel marzo 2021, il direttore delle ferrovie della Generalitat Valenciana, Anaïs Menguzzato, ha dichiarato che la costruzione della sezione centrale dalla stazione di Alacant a Pont de Fusta era praticamente esclusa.
Infine, nel febbraio 2021, è stata annunciata l'estensione della linea 10 da Natzaret al porto di Valencia, che termina alla fermata Neptú, collegandosi con le linee 6 e 8 alla fermata Marina de Valencia.

## Percorso
La linea collega, in una prima fase, la stazione di Alacant con il quartiere di Natzaret passando per le stazioni di: Russafa, Amado Granell-Montolivet, Quatre Carreres, Ciutat de les Arts i les Ciències, Oceanogràfic, Les Moreres e Natzaret. Questa sezione è sotterranea alla stazione di Amado Granell e il resto a Natzaret in superficie.
La vecchia linea T2
La linea T2 era un progetto di linea tranviaria che andava dal quartiere di Orriols a Natzaret attraverso il centro di Valencia. Il progetto iniziale ha diviso la costruzione della linea in tre sezioni:
- Nord: da Tossal del Rei a Pont de Fusta. Corre in superficie in quanto è un tram integrato nella strada pubblica con una piattaforma riservata. Questa tratta è servita dalle linee 4 e 6.
- Centro: da Pont de Fusta ad Alacant. Questa sezione circolerebbe attraverso il centro storico di Valencia essendo completamente fatta da tunnel di perforazione e profonda 30 metri, sarebbe la linea ferroviaria più profonda di Valencia. Passerebbe sotto gli edifici e attraverserebbe anche il vecchio letto del fiume Turia. Questa sezione è stata attualmente scartata nonostante il fatto che gran parte dei lavori della stazione centrale di Mercat siano già stati eseguiti.
- Sud: da Alicante a Natzaret. Questa sezione costituisce attualmente la linea 10 e corre in metropolitana dalla stazione di Alancant alla stazione di Amado Granell e da lì a Natzaret con una piattaforma riservata ai tram. Include garage temporanei a Natzaret. È stata inaugurata il 17 maggio 2022.